# Jan Vermeer van Haarlem

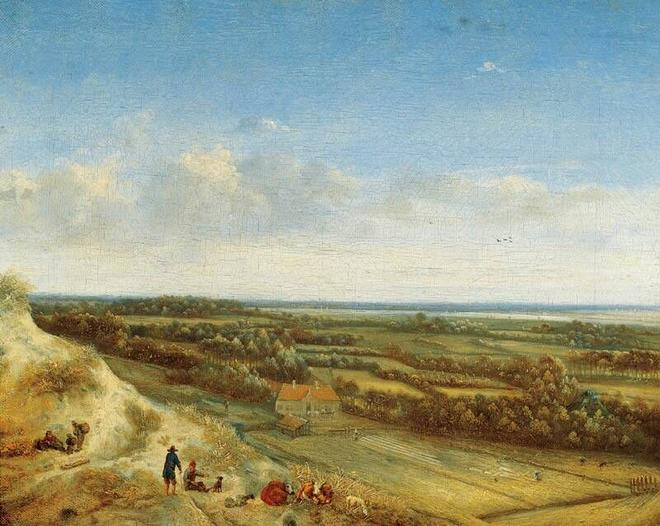
Vista de Haarlem des de les dunes, oli sobre taula, 28 x 35 cm, Haarlem, Frans Hals Museum.

Jan Vermeer van Haarlem (Haarlem, 1628 - Haarlem, 22 d'octubre del 1691) va ser un pintor barroc neerlandès especialitzat en la pintura de paisatges.
Fill de Jan Vermeer van Ham, un comerciant d'obres d'art flamenc i de Janneke Knijff, va ser batejat el 22 d'octubre de 1628. Cap al 1638 va entrar com a aprenent al taller de Jacob de Wet i el 1654 va ingressar al gremi de Sant Lucas de Haarlem. El mateix any va contreure matrimoni amb Aeltje Bosvelt amb qui va tenir dos fills també pintors: Jan van der Meer II (1656-1705) i Barend van der Meer (1659-c.1703), especialitzat en la pintura de bodegons.
Va ser gairebé exclusivament pintor de paisatges dins un estil proper al de Jacob Van Ruysdael. Va exercir els càrrecs de degà i administrador de la guilda de Sant Lucas a diferents anys entre el 1663 i el 1678 i va actuar com a perit taxador en la fallida de Jan de Bray, a més a més de col·laborar a operacions de restauració i venda de diverses col·leccions de pintura, sota el nom de Jan Jansz. van der Meer II.